# Kazimierz Nowak (wicewojewoda)
Kazimierz Stanisław Nowak, występujący często jako Stanisław Nowak (ur. 7 maja 1943 w Siedlcach) – polski polityk, samorządowiec i działacz partyjny, w latach 1989–1990 I sekretarz Komitetu Wojewódzkiego PZPR w Białej Podlaskiej, w latach 1995–1997 wicewojewoda bialskopodlaski.

## Życiorys
Syn Stanisława i Kazimiery. Od 1964 członek PZPR, należał także do Związku Młodzieży Socjalistycznej, od 1967 do 1968 kierując jego strukturami w powiecie bialskim. W 1978 został absolwentem Akademii Nauk Społecznych przy KC KPZR w Moskwie. Działał początkowo w lokalnych strukturach PZPR, m.in. od 1975 do 1977 jako sekretarz Miejsko-Gminnego Komitetu w Terespolu. Później należał do Komitetu Wojewódzkiego w Białej Podlaskiej, od 1981 w randze sekretarza, od 20 kwietnia 1989 do 30 stycznia 1990 był ostatnim I sekretarzem.
Później działał w SdRP i SLD. W połowie lat 90. kierował spółką Mercur BP. Od 22 kwietnia 1995 do 28 listopada 1997 sprawował funkcję wicewojewody bialskopodlaskiego (co spowodowało protesty m.in. Unii Wolności). W 1998, 2002, 2006, 2010 i 2014 wybierany do rady miejskiej Białej Podlaskiej. W 2019 został członkiem rady Zakładu Gospodarki Lokalowej w Białej Podlaskiej.
W 1997 otrzymał Krzyż Oficerski Orderu Odrodzenia Polski.